# 静岡工科自動車大学校
専門学校 静岡工科自動車大学校（せんもんがっこう しずおかこうかじどうしゃだいがっこう）とは、静岡県静岡市葵区宮前町にある専修学校。学校法人静岡自動車学園が運営している。自動車整備士、自動車車体整備士など自動車産業に関係する人材の教育を実施している。
旧称、静岡県自動車学校整備科、静岡産業技術専門学校、静岡工科専門学校。略称は静岡工科、工科、KOHKA、SAT'S（Shizuoka professional college of Automobile Technology Sports,Spirit…の略）。自動車整備士国家試験の高い合格率を誇り、多くの技術者を輩出している。2002年より一級自動車整備士養成課程を設置している。

## 沿革
- 1956年 - 静岡県自動車学校に整備科を開講。三級自動車整備士養成施設の認定校となる。
- 1970年 - 学園の寄付行為の一部改正を行い、整備教育部に属する各科を静岡産業技術専門学校に改める。
- 1974年 - 二年制の二級自動車整備士養成施設に昇格。
- 1976年 - 専修学校制度に基づく専門学校として静岡県知事より設置認可を受ける。
- 1990年 - 学校法人静岡自動車学園設立及び静岡工科専門学校が静岡県知事より認可を受ける。
- 1991年 - 静岡工科専門学校開校（設置学科:自動車科、自動車電子科、コンピュータ電子科）。
- 1993年 - 静岡工科専門学校学生寮「ドミトリー工科」が竣工。
- 1995年 - 静岡工科専門学校に4階建ての自動車整備「実習棟」が竣工。
- 1999年 - 新エネルギー・産業技術総合開発機構（NEDO）との共同研究事業「産業等用太陽光発電フィールドテスト事業」として実習棟屋上に太陽光発電システムを導入。
- 2000年 - 電気自動車トヨタ・RAV4L-EV、全国初となる太陽光発電電気自動車充電スタンドを設置する。
- 2000年 - 自動車車体整備士養成課程としてボディデザイン研究科を開設。
- 2001年 - 全国自動車整備専門学校で初の環境マネジメント規格（ISO14001）認証を取得
- 2002年 - 一級自動車整備士養成課程として自動車システム研究科を開設。
- 2004年 - 中国嘉興職業技術学院と姉妹校提携。
- 2005年 - 校名を専門学校静岡工科自動車大学校に変更する。二輪自動車整備士養成課程としてモーターサイクル研究科を開設。
- 2006年 - 一級自動車整備士養成課程の自動車システム研究科を四年制課程の自動車システム工学科に変更。
- 2014年 - 自動車システム工学科が職業実践専門課程として、文部科学大臣の認定を受ける。
- 2015年 - 自動車整備科が職業実践専門課程として、文部科学大臣の認定を受ける。
- 2015年 - 留学生を対象に、二級自動車整備士課程の国際オートメカニック科（3年制）を設置する。
- 2018年 - 高度な整備技術の習得とともに、自動車の設計・開発にも携われるエンジニアの育成を目的とし、ハイエンジニア研究科（2年制）を設置する。

## 学科・コース
- 自動車システム工学科（一級自動車整備士養成課程（実技試験免除） 修業年限 / 4年）
- 自動車整備科（二級自動車整備士養成課程（実技試験免除） 修業年限 / 2年）
- 国際オートメカニック科（二級自動車整備士養成課程（実技試験免除） 修業年限 / 3年）
- ハイエンジニア研究科（修業年限 / 2年）
- ボディデザイン研究科（自動車車体整備士養成課程 修業年限 / 1年）
- ハイメカニック研究科

## クラブ・サークル・モータースポーツ活動

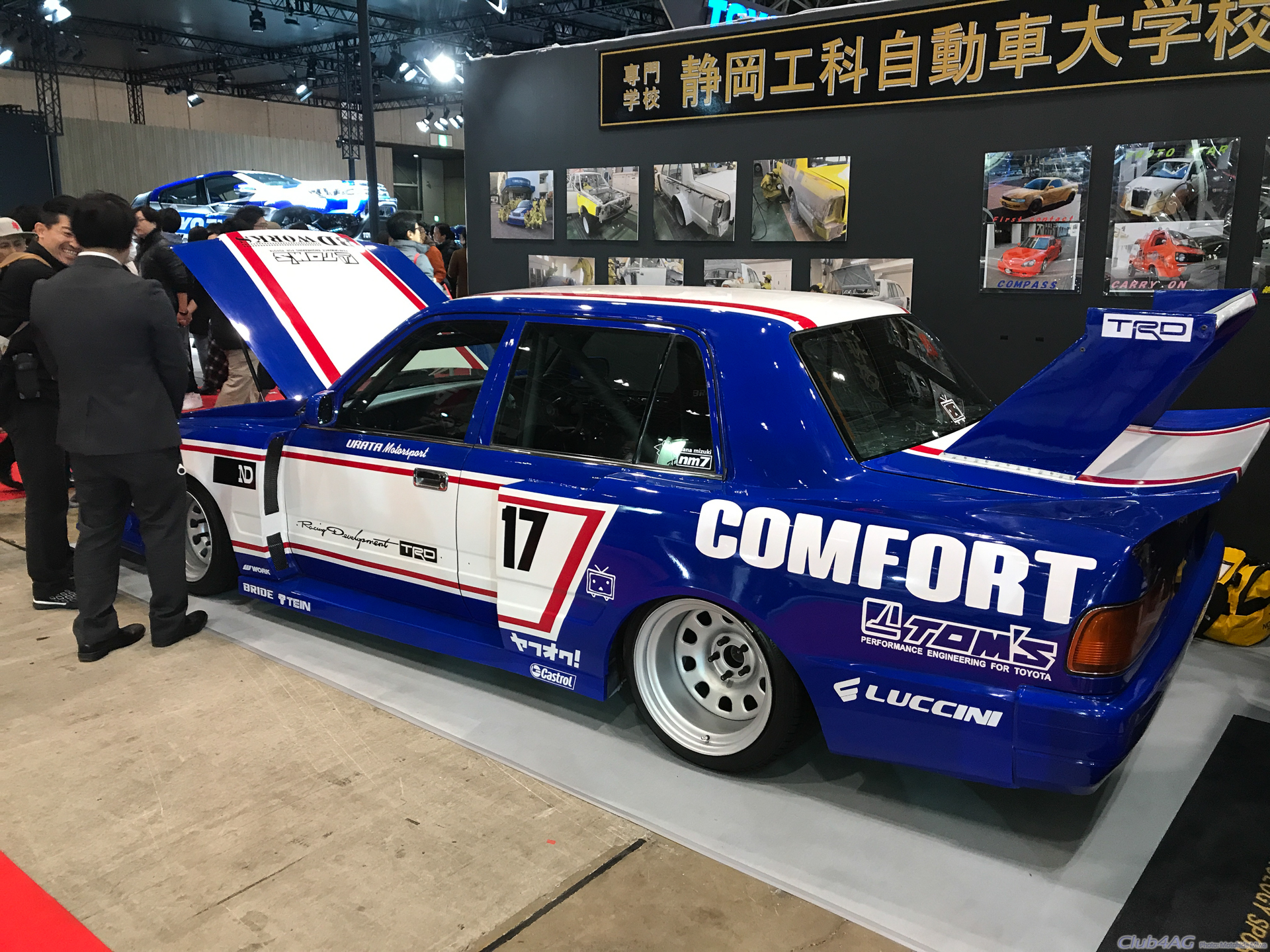
2019年東京オートサロン展示車両

ソーラーカークラブ
オリジナルソーラーカーを制作。鈴鹿サーキットで開催されるソーラーカーレース鈴鹿に参戦している。
エコランクラブ
省エネカーを制作。ツインリンクもてぎで開催される本田宗一郎杯Hondaエコノパワー燃費競技全国大会に参戦している。
SAT'S フォーミュラ・スズキ隼
フォーミュラ・スズキ隼の整備メカニックとして一級自動車整備士養成課程（自動車システム工学科）学生が参加している。

## 著名な卒業生
- 関谷正徳